# Mario Ghella
Mario Francesco Ghella (* 23. Juni 1929 in Chieri; † 10. Februar 2020 in Arenas de San Pedro, Spanien) war ein italienischer Radrennfahrer, der als Bahnradsportler erfolgreich war.
Ghella wurde zwischen 1945 und 1948 viermal in Folge italienischer Meister im Bahnsprint, 1945 und 1946 bei den Junioren sowie 1947 und 1948 bei den Amateuren. 1948 nahm er an den Olympischen Sommerspielen in London teil. Ghella startete im Sprint und gewann das Turnier, im Finale schlug er den Briten Reg Harris. Zwei Wochen später wurde Ghella Amateur-Weltmeister im Bahnsprint.
Ghella trat später zu den Profis über. 1951 wurde er italienischer Meister im Bahnsprint, 1952 Vizemeister hinter Antonio Maspes. Den Grand Prix Turin, einen der ältesten Wettbewerbe im Bahnradsport, gewann er 1955. Er wurde 1957 Zweiter im Sechstagerennen von São Paulo. 1957 beendete er seine Karriere.